# Earth Crisis
Earth Crisis är ett amerikanskt hardcore-band, bildat 1989 i Syracuse, New York. Bandet upplöstes 2001, men återförenades 2007.

## Diskografi[1]

### Studioalbum
- Destroy the Machines (LP) (1995, Victory Records)
- Gomorrah's Season Ends (LP) (1996, Victory Records)
- Breed the Killers (LP) (1998, Roadrunner Records)
- Slither (LP) (2000, Victory Records)
- Last of the Sane (LP) (2001, Victory Records)
- To the Death (LP) (2009, Century Media)
- Neutralize the Threat (LP) (2011, Century Media)